# Saint-Quentin-de-Baron
Saint-Quentin-de-Baron ist eine französische Gemeinde mit 2.704 Einwohnern (Stand: 1. Januar 2022) im Département Gironde in der Region Nouvelle-Aquitaine; sie gehört zum Arrondissement Libourne und zum Kanton Les Coteaux de Dordogne. Die Einwohner werden Saint-Quentinais genannt.

## Geographie
Saint-Quentin-de-Baron liegt etwa 25 Kilometer östlich von Bordeaux und etwa zehn Kilometer südlich von Libourne. Im Osten begrenzt der Fluss Canaudonne das Gemeindegebiet. Umgeben wird Saint-Quentin-de-Baron von den Nachbargemeinden Nérigean im Norden, Tizac-de-Curton im Osten, Espiet im Südosten, Camiac-et-Saint-Denis im Süden sowie Baron im Westen.
Durch die Gemeinde führt die frühere Route nationale 136 (heutige D936).

## Bevölkerungsentwicklung
| Jahr      | 1962 | 1968 | 1975 | 1982 | 1990 | 1999 | 2005 | 2010 | 2020 |
| Einwohner | 732  | 730  | 723  | 853  | 947  | 958  | 1250 | 1934 | 2620 |

## Gemeindepartnerschaft
Mit der griechischen Gemeinde Kalyvès auf Kreta besteht seit 1992 eine Partnerschaft.

## Sehenswürdigkeiten
- Kirche Saint-Quentin aus dem 12. Jahrhundert, seit 2004 Monument historique
- Schloss Bisqueytan, seit 1996 Monument historique

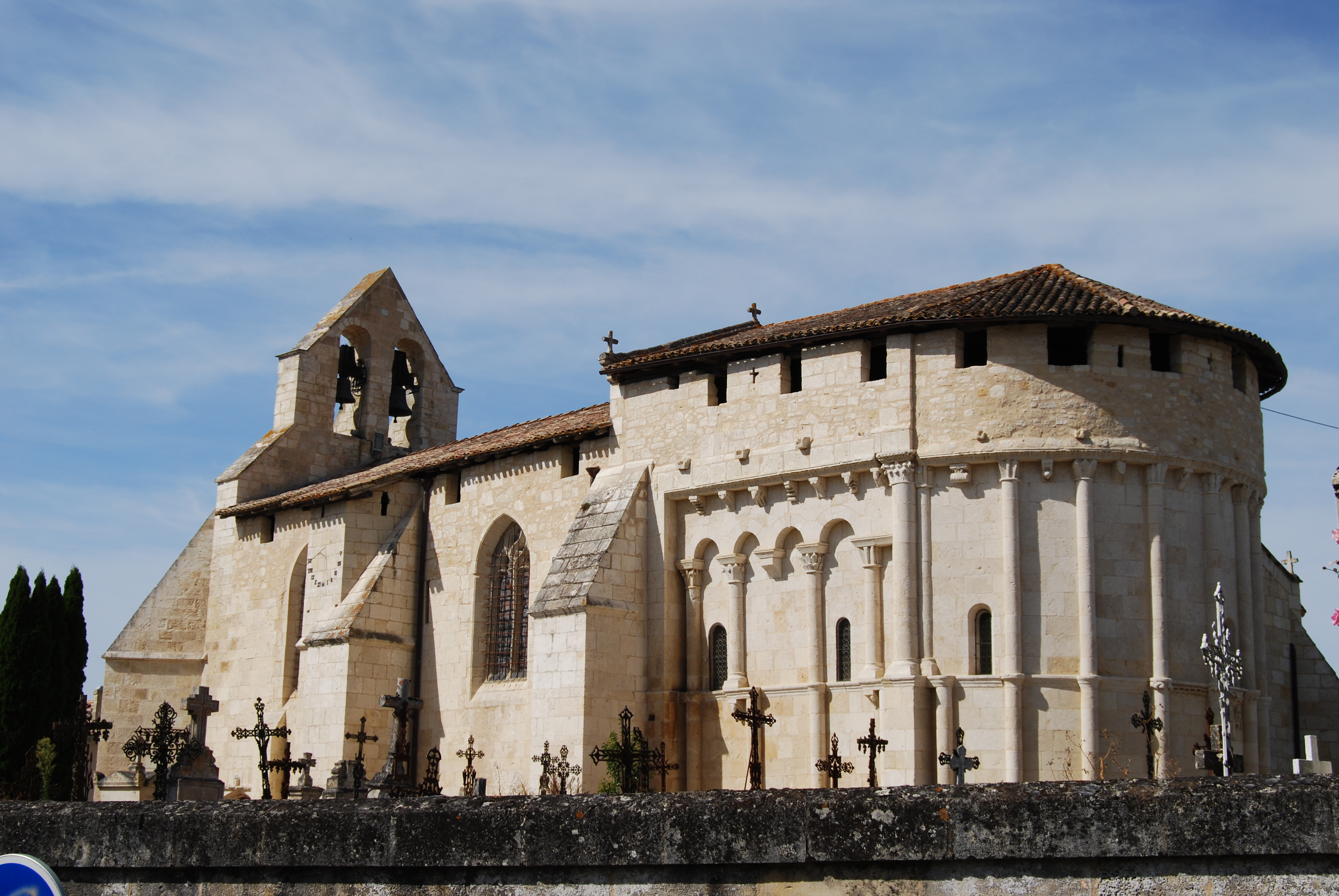
Kirche Saint-Quentin
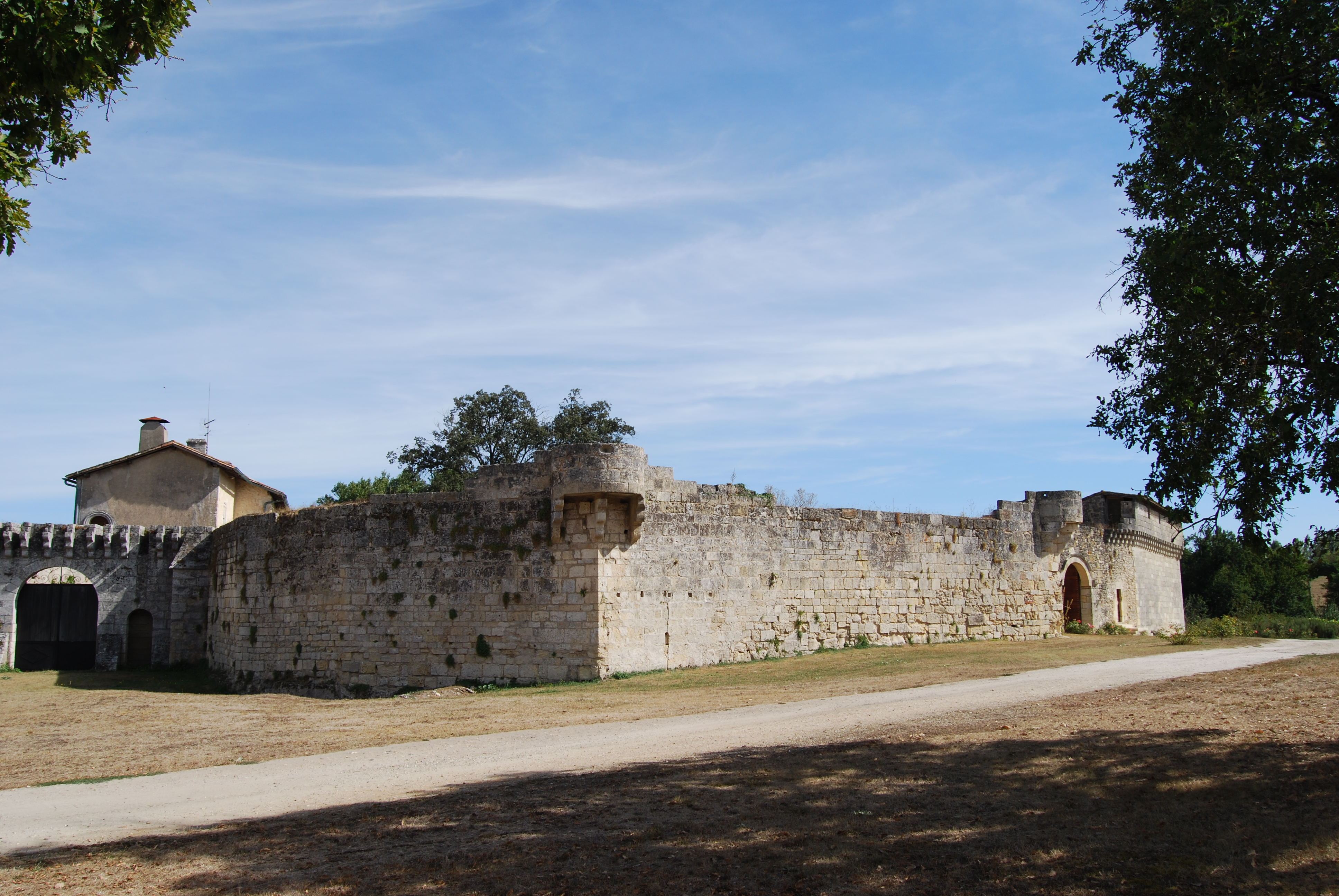
Schloss Bisqueytan

## Persönlichkeiten
- Éric Vermeulen (* 1954), Radrennfahrer